# Majilovac
Majilovac (cyr. Мајиловац) – wieś w Serbii, w okręgu braniczewskim, w gminie Veliko Gradište. W 2011 roku liczyła 788 mieszkańców.